# Le Nègre blanc (film, 1939)
Pour les articles homonymes, voir Le Nègre blanc.
Pour plus de détails, voir Fiche technique et Distribution.
Le Nègre blanc (Biały Murzyn) est un film polonais, d'après un roman de Michał Bałucki, réalisé par Leonard Buczkowski, et sorti en 1939.

## Fiche technique
- Titre : Le Nègre blanc
- Titre original : Biały Murzyn
- Réalisation : Leonard Buczkowski
- Scénario : Tadeusz Dołęga-Mostowicz
- Société de Production :
- Musique : Tadeusz Górzyński
- Photographie : Jakub Joniłowicz
- Montage :
- Costumes :
- Pays d'origine : Pologne
- Format :
- Genre :
- Durée : 85 minutes
- Date de sortie : 
  -  Pologne : 18 mars 1939

## Distribution
- Tamara Wiszniewska : la comtesse Jadwiga
- Jerzy Pichelski : Antoni
- Barbara Orwid : Janka, l'assistante d'Antoni
- Jadwiga Wrońska : Ludwika, épouse du professeur
- Wanda Jarszewska
- Aleksander Żabczyński : Zygmunt
- Józef Węgrzyn : le comte Lipski
- Stanisław Grolicki : professeur Sewicki
- Kazimierz Gella : Jakub Sikorski, père d'Antoni
- Mieczysława Ćwiklińska : tante de Jadwiga, comtesse Lipska
- Julian Krzewiński
- Roman Dereń
- Michał Danecki
- Henryk Modrzewski